# Водяные лилии

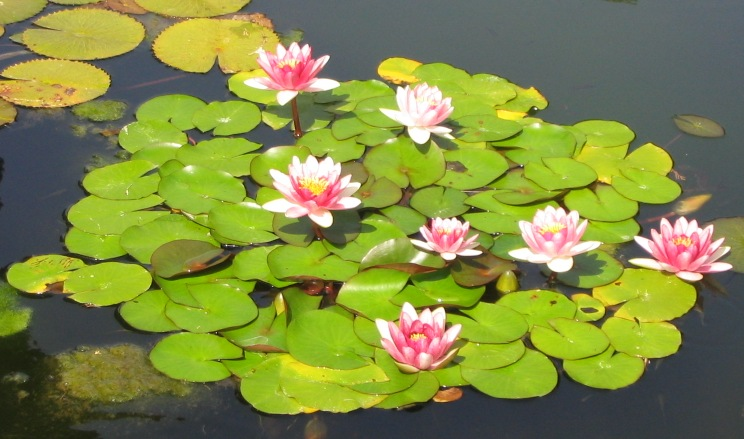
Розовые водяные лилии на поверхности водоема.

Водяные лилии (ненюфары) — обобщающее наименование для водных растений родов кувшинка, кубышка и лотос, а также некоторых родственных им видов.

## В культуре
- И. И. Левитан, «Ненюфары».
- Поль Верлен / В. Я. Брюсов, «Сентиментальная прогулка».
- Ван Чанлин / К. Д. Бальмонт, «Ненюфары».
- Н. С. Гумилёв, «Озёра».
- Игорь Северянин, «Лесные озёра».
- М. И. Петипа, «Ненюфар. Хореографическая фантазия в одном действии».
- «Ненюфары» («Водяные лилии») — телеспектакль Мишеля Суттера, 1972.
- «Водяные лилии» — фильм Селин Сьяммы, 2007.